# Вулиця Миру (Херсон)
Вулиця Миру — вулиця в мікрорайоні ХБК, Дніпровського району міста Херсон. Одна з найдовших вулиць району. Протяжність — 2 км. Бере свій початок на перехресті вулиці Тихої і 2-го Слобідського провулку, а закінчується на Бериславському шосе. До вулиці прилучаються: вулиця Тиха, 2-й Слобідський провулок, вулиця Тягинська, вулиця Олексія Шовкуненка, Бериславське шосе. Вулицю перетинають: вулиця Перекопська, вулиця Університетська, вулиця Кримська, вулиця Іллюші Кулика.

## Будівлі і об'єкти
- буд. 17 — Супермаркет «АТБ», відділення банку «ПриватБанк»
- буд. 18 — Відділення банку «ПриватБанк»
- буд. 19 — Відділення банку «Ощадбанк»
- Дніпровський ринок
- буд. 23А — Херсонський ясла-садок комбінованоготипу № 34 для дітей з вадами мовлення
- буд. 24 — Відділення «Укрпошта» № 28
- буд. 31А — Заклад дошкільної освіти комбінованого типу № 31 «Теремок»
- буд. 36 — Заклад дошкільної освіти санаторного типу № 24
- буд. 37 — Перша Державна нотаріальна контора
- буд. 38 — Гуртожиток № 1 ХНТУ
- буд. 40 — Гуртожиток № 2 ХНТУ
- буд. 44 — Гуртожиток № 3 ХНТУ
- буд. 45 — Моррічсервіс